# Chicago Pile-1

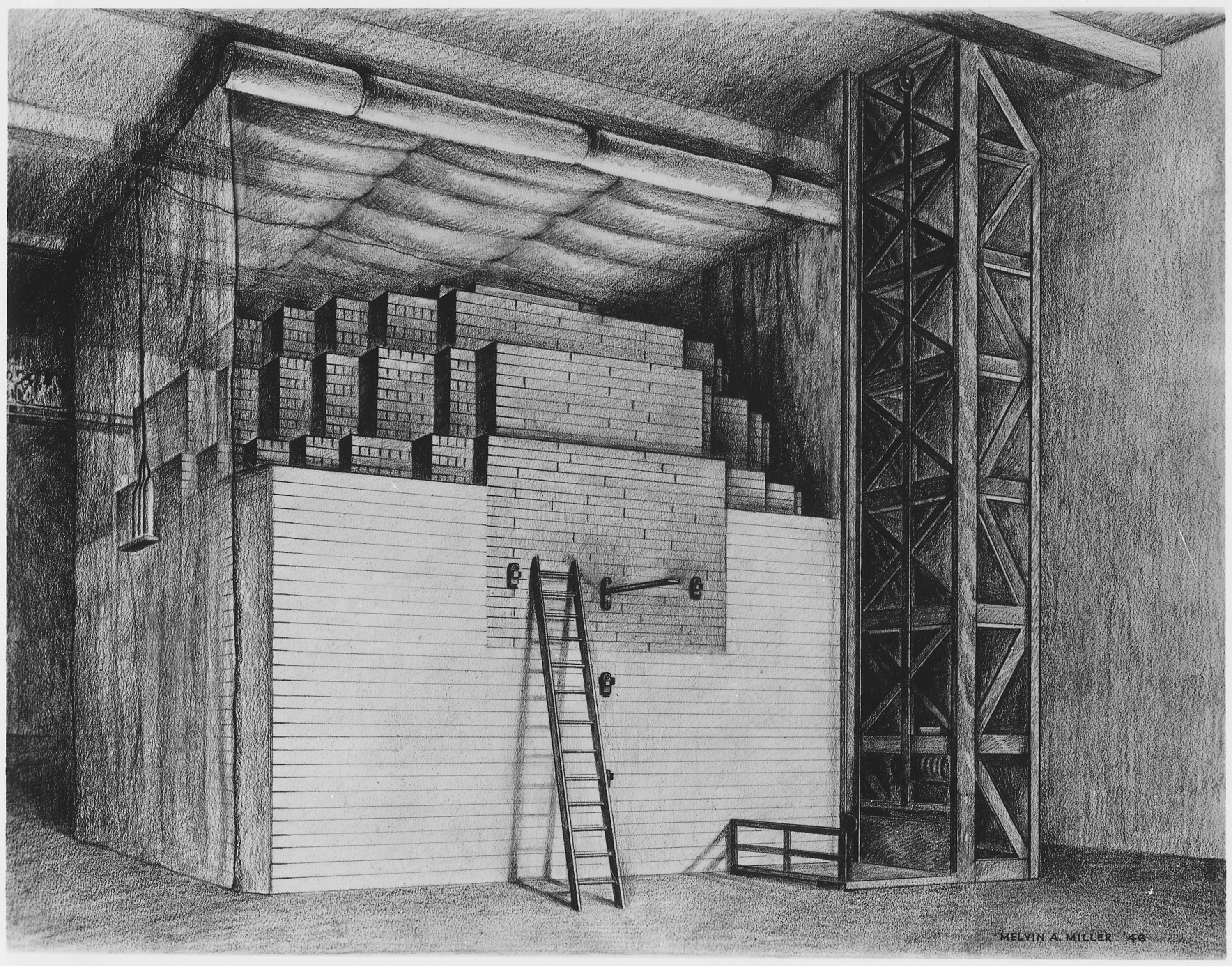
Teckning av reaktor Chicago Pile-1.

Chicago Pile-1, även CP-1, var en amerikansk forskningsreaktor för kärnklyvning på University of Chicago. Den var en del av Manhattanprojektet, de amerikanska försöken att bygga en atombomb, under andra världskriget. Den 2 december 1942 skapade forskarna den första kontrollerade kedjereaktionen med hjälp av reaktorn.

## Projektet
Chicago Pile-1 byggdes i en före detta squashbana under Stagg Fields västra läktare. Stagg Field hade varit hemmaarena för universitets amerikanska fotbollslag och låg relativt centralt i Chicago. Projektet leddes av den italienska kärnfysikern Enrico Fermi, som hade hoppat av till USA i samband med att han emottog Nobelpriset i fysik 1938.
Projektet inleddes med skapandet av Metallurgical Laboratory på University of Chicago, ett forskningsteam som senare blev känt som Met-Lab, i februari 1942. De företog sig att bygga en fissionsreaktor med uran som bränsle, modererad med grafit och kontrollerad med kadmiumstavar. Med tillräckligt mycket uran som sönderfaller genom att avge neutroner så kan de träffa andra atomers kärnor och klyva dessa vilket avger ytterligare neutroner. Grafiten bromsar, modererar, neutronerna vilket krävs för att kärnorna ska delas när de träffas och ökar därför chansen för en kedjereaktion. Kedjereaktionen fortgår av sig självt när atomkärnorna som klyvs, skapar nya neutroner som sedan klyver fler kärnor varvid fler neutroner skapas, etcetera, i en energiskapande självgående process. Kadmiumstavarna fångar upp neutroner vilket förhindrar att de kolliderar med andra urankärnor och styr därför hastigheten på kedjereaktionen eller stoppar den helt.

## Försöksuppställning
"Chicago Pile" betyder ungefär Chicagotraven, och det var en trave av uran- och grafitblock samt kadmiumstavar som hölls på plats med en stomme av trä. Materialet formades och skars till på plats och grafitdammet färgade squashlokalen svart. Bygget genomfördes i hemlighet och till stor del av forskarna själva. Konstruktionen var tänkt som en större sfärisk form av uran- och grafitblock men försök och beräkningar visade att den inte behövde vara så stor som forskarna först tänkt så den gjordes kupolformad. Den innehöll när den var färdig 6 ton rent uran, 34 ton uranoxid och 400 ton grafit. I två av tre grafitlager fanns klumpar med uran och däremellan fanns kadmiumstavar som användes för att starta, bromsa och stoppa fissionen. Reaktorn hade inget kylsystem eller externt strålningsskydd eftersom effekten skulle vara låg.

## Det lyckade försöket

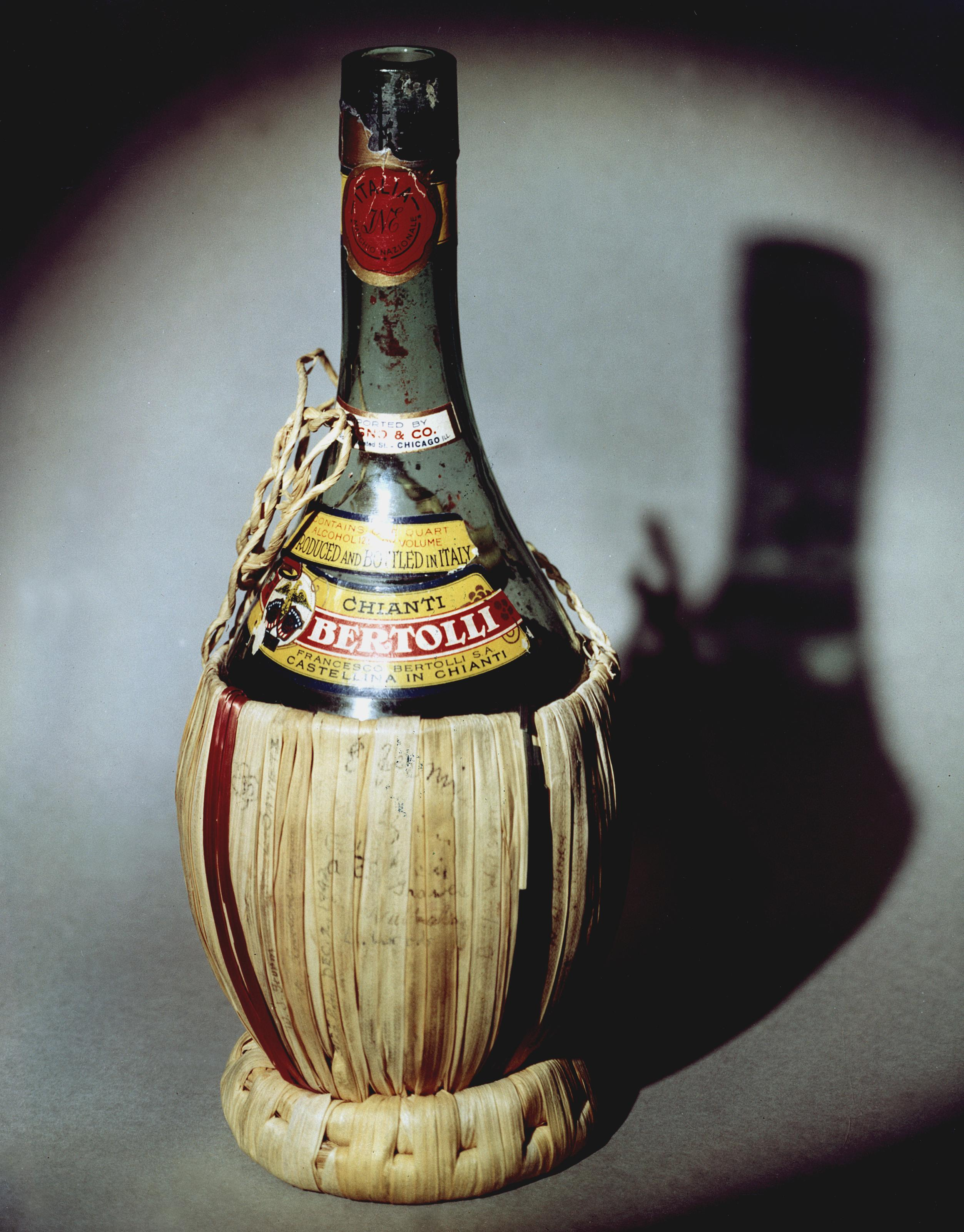
Chiantiflaskan med forskarnas påskrifter.

Forskarna var samlade på squashbanans läktare där instrumenten som läste av resultaten och den elektriska styrningen av kadmiumstavarna fanns. En person, George Well, stod på golvet vid reaktorn. Han hanterade den sista styrstaven som drogs ut och sattes tillbaka manuellt för att starta och stoppa processen kontrollerat. Som säkerhetsdetaljer användes två extra styrstavar som kunde stoppa härden momentant. Den ena var en elektriskt kontrollerad styrstav medan den andra var en styrstav som hängde i ett rep och som en sista åtgärd stod fysikern Norman Hilberry beredd med en yxa att hugga av repet så att den hängande styrstaven kunde falla ner i härden och stoppa processen.
Efter beräkningar och ett trettiotal delförsök med form och storlek samlades 49 stycken av forskarna den 2 december 1942 för ett skarpt försök. Ett försök gjordes på förmiddagen men fick avbrytas och paus togs för lunch. Flera av forskarna har beskrivit hur ivriga de var att fortsätta och att de fascinerades av Fermis lugn när han valde att ta pausen. Efter lunchen återupptogs försöket, styrstavarna avlägsnades långsamt och klockan 15.25 kunde Fermi konstatera att kärnreaktionen var självgående. Den genererade ungefär en halv Watt och fick fortgå i en halv timme. Efter det lyckade försöket skålade de församlade i Chianti ur en fiascoflaska, som fysikern Eugene Wigner hade gömt undan, och samtliga närvarande utom Wigner själv skrev sina namn på bastomslaget. Det lyckade försöket rapporterades med det kodade meddelandet:
- The Italian navigator has landed in the New World.
- How were the natives?
- Very friendly.
(Ungefär "-Den italienska navigatören har landat i Nya världen." "-Hur var infödingarna?" "Mycket vänliga.")

## Epilog
Senare gjordes ytterligare ett försök där reaktorn levererade 200 W, försöket gjordes kort eftersom reaktorn inte var byggd för den sortens värme och strålning. Hela anläggningen flyttades sedan till ett skogsområde längre utanför Chicago, i Red Gate Woods, där den byggdes om till Chicago Pile-2. En del av materialet grävdes ner där när anläggningen åter omlokaliserades, det blev sedermera en allmän park och har därefter ytterligare sanerats. Chicagouniversitets del i projektet, Metallurgical Laboratory, utgjorde sedan grunden till forskningsföretaget Argonne National Laboratory. Deras partikelaccelerator döptes till Fermilab för att hedra Enrico Fermi. Flera av forskarna, bland andra Fermi själv och Eugene Wigner, stannade på Chicagouniversitet och Norman Hillberry blev sedermera chef över Argonne National Laboratory.